# Nadeschda Iwanowa
Nadeschda Stojanowa Iwanowa (bulgarisch Надежда Стоянова Иванова; * 17. Dezember 2004 in Sofia) ist eine bulgarische Fußballspielerin.

## Karriere

### Vereine
In Bulgarien geboren und nach Österreich gelangt, begann Iwanowa im Alter von neun Jahren beim KSV Ankerbrot Monte Laa mit dem Fußballspielen. Nach drei Jahren, in denen sie 34 Tore in 64 Ligaspielen erzielt hatte, wechselte sie aus dem 10. Wiener Gemeindebezirk Favoriten zum FC Altera Porta in den 2. Wiener Gemeindebezirk Leopoldstadt und kam in der JHG Süd Mädchen NW Liga Ost U13 vom 24. September 2017 bis zum 6. Juni 2018 in allen 14 Saisonspielen zum Einsatz, in denen sie 17 Tore erzielte. In derselben Saison kam sie auch in der JHG Süd Mädchen NW Liga Ost U15 in neun Saisonspielen zum Einsatz, in denen ihr vier Tore gelangen.
In der vom Wiener Fußball-Verband durchgeführten A-Liga U15/U14 bestritt Iwanowa in der Saison 2018/19 sieben Saisonspiele für den First Vienna FC 1b, für den sie vier Tore erzielte. Für die Mannschaft bestritt sie in der Saison 2020/21 acht Spiele in der drittklassigen Wiener Landesliga, in denen sie vier Tore erzielte.
Nach Deutschland gelangt, spielte sie in der Saison 2021/22 in der Gruppe 1 der drittklassigen Regionalliga Süd für den SC Freiburg II. Ihr Debüt gab sie am 19. September 2021 (2. Spieltag) beim 3:1-Sieg im Auswärtsspiel gegen Kickers Offenbach als Einwechselspielerin in der 88. Minute. Ihr erstes Tor gelang ihr am 17. Oktober 2021 (4. Spieltag) beim 6:0-Sieg im Auswärtsspiel gegen den Liganeuling SV Gläserzell mit dem Treffer zum Endstand in der 86. Minute.
Am 12. Juli 2022 gab der SC Sand die Verpflichtung von Nadeschda Iwanowa auf seiner Website bekannt. Für den SC Sand bestritt sie 15 Punktspiele in der 2. Bundesliga und vier für den SC Sand II in der viertklassigen Oberliga Baden-Württemberg, für den sie zwei Tore erzielte.

### Nationalmannschaft
Iwanowa debütierte als Nationalspielerin für die U19-Nationalmannschaft, die im ersten Spiel der Ersten EM-Qualifikationsrunde in Gruppe B2 die U19-Nationalmannschaft Litauens mit 5:1 in Albena bezwang. Jeweils drei Tage später wurden mit 3:0 und 2:0 über die U19-Nationalmannschaften Kasachstans und Griechenlands zwei weitere Siege errungen.